# Осмоловская, Зоя Васильевна
Зо́я Васи́льевна Осмоло́вская (бел. Зоя Васільеўна Асмалоўская; 1928—2012) — советская и белорусская актриса театра и кино. Заслуженная артистка БССР (1982).

## Биография
Зоя Осмоловская родилась 1 марта 1928 года в городе Орша (ныне Витебская область, Беларусь).
В школе Зоя исполняла роли в драматическом кружке, но до того времени, как Осмоловская поступила в институт, она хотела в будущем быть учителем русского языка и литературы.
В 1952 году окончила Белорусский государственный театрально-художественный институт.
Почти вся жизнь Зои непосредственно имеет связь с Минском, если не считать эвакуации во время Великой Отечественной войны и двух лет её жизни после окончания института. Эти два го́да Осмоловская работала в Гродненском областном драматическом театре; там она познакомилась со своим будущим супругом Юрием Сидоровым.
Дочь — Елена Сидорова — актриса Национального академического театра имени Янки Купалы.
Также Зоя Васильевна участвовала в теле- и радиопостановках.
С 14 сентября 1954 года работала в Национальном академическом драматическом театре им. М. Горького.
Ушла из жизни 30 апреля 2012 года в Минске.

## Роли в театре
- «Порт-Артур» И. Ф. Попова и А. Н. Степанова — Варя[2]
- «Годы странствий» А. Н. Арбузова — Нина
- «Мещане» М. Горького — учительница Цветаева
- «Каменное гнездо» Х. Вуолийоки — Марта
- «Барабанщица» А. Д. Салынского — Марта Шредер
- «И один в поле воин» Ю. Дольд-Михайлика — Лора
- «Иркутская история» А. Н. Арбузова — Лариса
- «Власть тьмы» Л. Н. Толстого — Акулина
- «Океан» А. П. Штейна — гостья
- «Проводы белых ночей» В. Ф. Панова — жена брата
- «Под одним небом» А.Мовзона — Людмила
- «В день свадьбы» В. С. Розова — Нюра
- «Иван да Марья» В. А. Гольдфельда — Землица-Матушка
- «Свадьба на всю Европу» А. Арканова, Г. Горина — буфетчица
- «Снежная королева» Е. Л. Шварца — бабушка
- «Обыкновенная история» В. С. Розова — мама
- «Любовь Яровая» К. А. Тренева — Дунька
- «Щит и меч» В. Кожевникова, А. Токарева — Ангелика
- «Дурочка» Лопе де Вега — служанка
- «Путешественник без багажа» Ж. Ануя — Жюльетта
- «От сказки к сказке» В. Редлих — бабуля
- «Дети Ванюшина» С. А. Найденова — Авдотья
- «А зори здесь тихие…» Б. Васильева — хозяйка
- «Горячее сердце» А. Н. Островского — Матрёна
- «Восхождение на Фудзияму» Ч. Айтматова, К. Мухамеджанова — Айша-Апа
- «Макбет» Шекспира — старуха
- «Единственный наследник» Ж. Реньяра — мадам Аргант
- «Дом Бернарды Альбы» Г. Ф. Лорка — Понсия
- «Фантазии Фарятьева» А. Соколова — мама
- «Тревога» А.Петрашкевича — Ульяна Юрская
- «Аморальная история» Э. В. Брагинского, Э. А. Рязанова — Старикова
- «Последний срок» В. Г. Распутина — Мирониха
- «Ретро» А. М. Галина — Нина Ивановна
- «Поднятая целина» М. Шолохова — Марина
- «Принц Арно фон Волькенштейн» Р. Штраля — директриса
- «Соль» А. Петрашкевича — Анна
- «Объявление в вечерней газете» Е. Г. Поповой — Маргарита Львовна
- «Егор Булычов и другие» М. Горького — Ксения, Глафира
- «А по утру они проснулись» В. М. Шукшина — санитарка
- «Физики» Ф. Дюрренматта — монахиня
- «На дне» М. Горького — квашня
- «Последний посетитель» В. Л. Дозорцева — милиционер
- «Иван да Марья» В.Гольдфельда — мамушка
- «Три сестры» А. П. Чехова — нянька
- «Звёзды на утреннем небе» А. Галина — мать
- «Невеста из Имеретии» Т. Канчели — невеста
- «В сумерках» А. А. Дударева — Мария
- «Срочно требуется… самоубийца» Н. Р. Эрдмана — старуха в белом
- «Перед заходом солнца» Г. Гауптмана — мать Инкен

## Фильмография
- 1970 — Крушение империи
- 1972 — Вот и лето прошло… — парикмахер
- 1973 — Хлеб пахнет порохом
- 1974 — Последнее лето детства — жена инженера Зимина
- 1974 — Сергеев ищет Сергеева — Галина Павловна, соседка
- 1975 — Надёжный человек (2 серия)
- 1978 — Обочина — жена Воловича

## Признание и награды
- заслуженная артистка БССР (1982).
- В 2001 году Зою Осмоловскую наградили Призом «За лучшую женскую роль» на фестивале «Молодечненская соковица» за роль в спектакле «Я жить хочу».